# Nationaal Park Veluwezoom

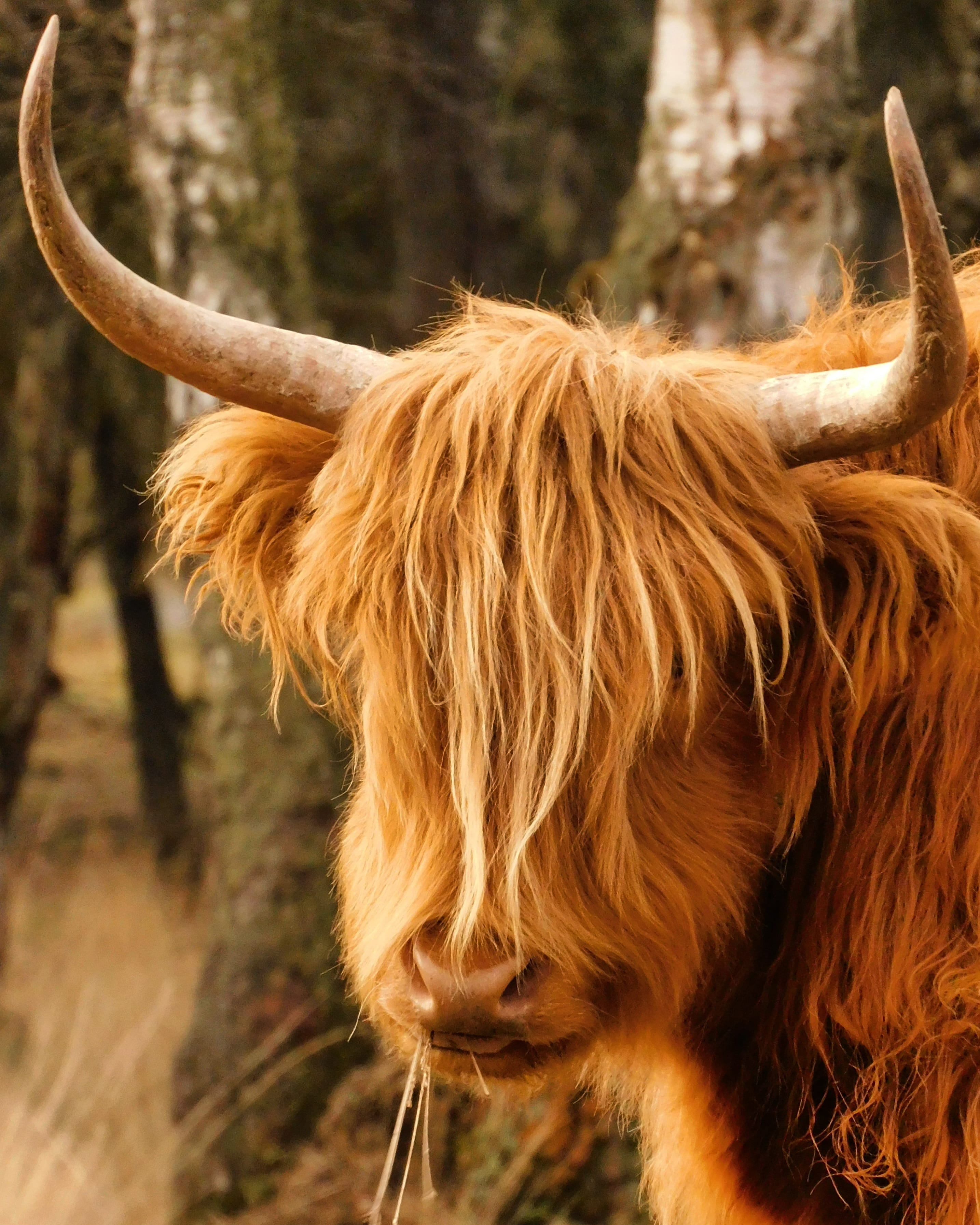
Schotse hooglanders op de Veluwezoom

Nationaal Park Veluwezoom is een natuurgebied van 5000 hectare op de Veluwe in de provincie Gelderland dat in zijn geheel eigendom is van de vereniging Natuurmonumenten. In 1930 werd het het eerste nationaal park in Nederland. Het heuvelachtige gebied bestaat grotendeels uit gevarieerd bos, heide, en een enkele zandverstuiving. In het zuidelijke, meest heuvelachtige deel van het park liggen meerdere landgoederen zoals Heuven en Beekhuizen. Centraal in het nationaal park ligt het bekende uitzichtpunt de Posbank. Het natuurgebied strekt zich uit over de gemeenten Arnhem, Rheden en Rozendaal.

## Geschiedenis
Toen na het laatste glaciaal het klimaat warmer werd, raakte het gebied na verloop van tijd geheel bedekt met loofbos.
Na de vestiging van de eerste mensen in de omgeving werd in de loop der eeuwen het meeste bos gekapt of verdween door overmatige begrazing door schapen en runderen. Hierdoor ontstonden uitgestrekte heidevelden, zoals het Herikhuizerveld en de Rheder- en Worthrhederheide. Op sommige plaatsen verdween in de middeleeuwen zelfs alle begroeiing en ontstonden zandverstuivingen, zoals het Rozendaalse zand en het Rheder- en Worthrhederzand. Alleen enkele oude hakhoutbossen zoals de Imbosch, 't Asselt en de Onzalige Bossen bleven altijd met bos begroeid.
Na de middeleeuwen werden op de vruchtbare gronden aan de zuidrand van het gebied diverse buitenplaatsen met parken en parkbossen gesticht, zoals Beekhuizen, Heuven en Rhederoord. In de 19e eeuw werd begonnen om de heidevelden en zandverstuivingen te beplanten met bos, waardoor uitgestrekte bossen van grove den ontstonden in het noordelijke deel van het park in de Schaddevelden en het Eerbeekse Veld.
In 1911 was het bosgebied Hagenau met daarin de Carolinahoeve de eerste aankoop van Natuurmonumenten in het gebied, meer bossen, heidevelden in de omgeving volgden. In 1930 werd de streek uitgeroepen tot het eerste nationale park van Nederland. Tot op heden wordt het natuurgebied waar mogelijk uitgebreid door middel van nieuwe aankopen.

## Geologie
De ondergrond van het gebied is grotendeels vormgegeven tijdens de laatste twee glacialen (vaak ijstijden genoemd). Tijdens het voorlaatste glaciaal, het Saalien, werden de aanwezige zandgronden door de gletsjers die toen vanuit Scandinavië Nederland binnendrongen opgestuwd, waardoor stuwwallen ontstonden. De Oost-Veluwestuwwal loopt door het nationale park en is te herkennen aan heuvels als de Zijpenberg en de Elsberg. Het hoogste punt van het nationale park en van de provincie Gelderland wordt gevormd door het Signaal Imbosch (109,9 m).
Toen de gletsjers aan het einde van het Saalien smolten, werden door het smeltwater diepe dalen uitgesleten, die in het gebied rond de Posbank nog goed te zien zijn. Tijdens het laatste glaciaal, het Weichselien, bereikten de gletsjers Nederland niet, maar werd door de wind zand en stof in het toen kale landschap verplaatst. In de luwte van de stuwwallen werd het fijne stof afgezet, dat nu in de dalen in het zuiden van het gebied aanwezig is als een laag vruchtbare löss.

## Flora en fauna

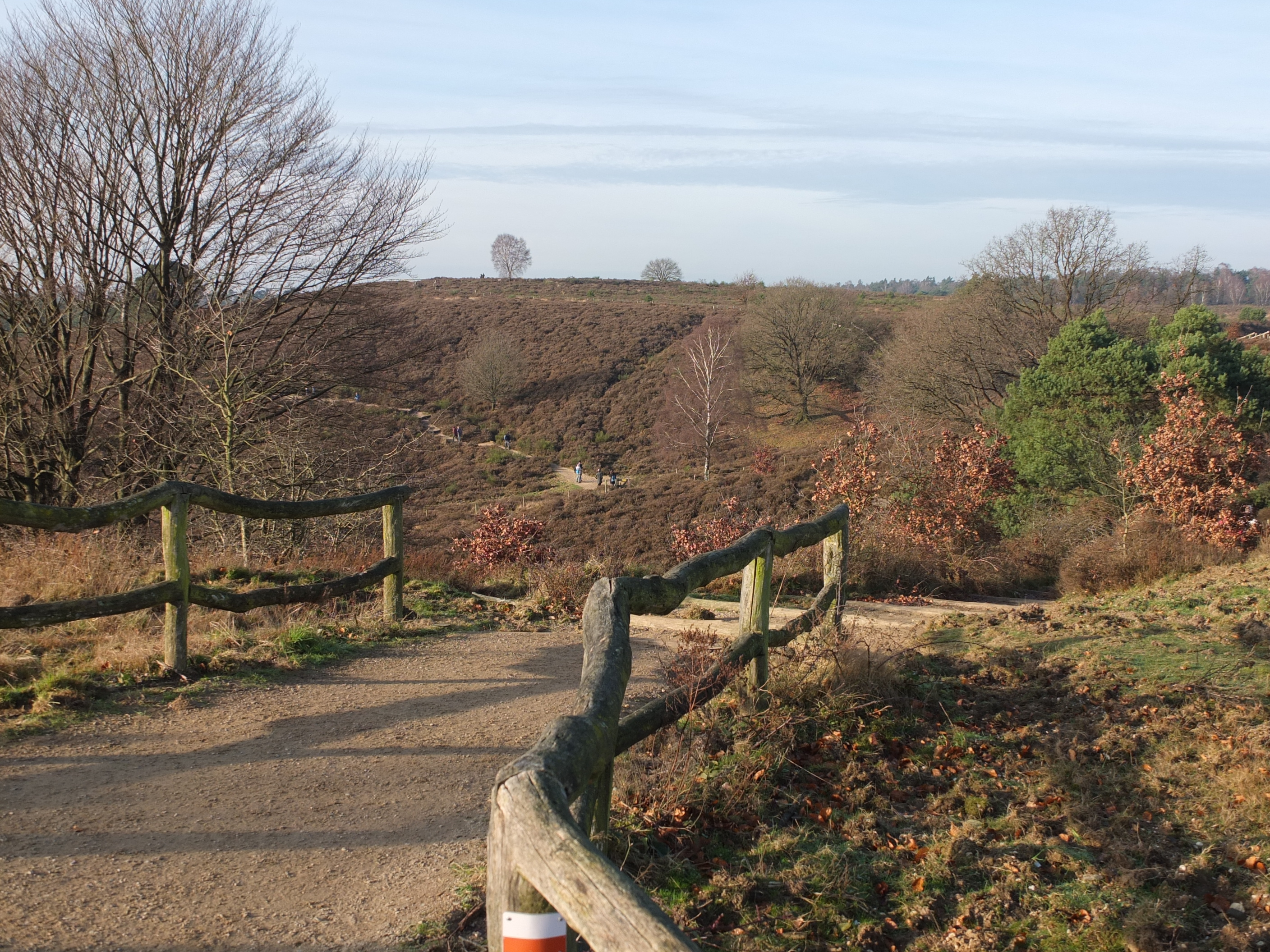
Heidevelden op de Posbank

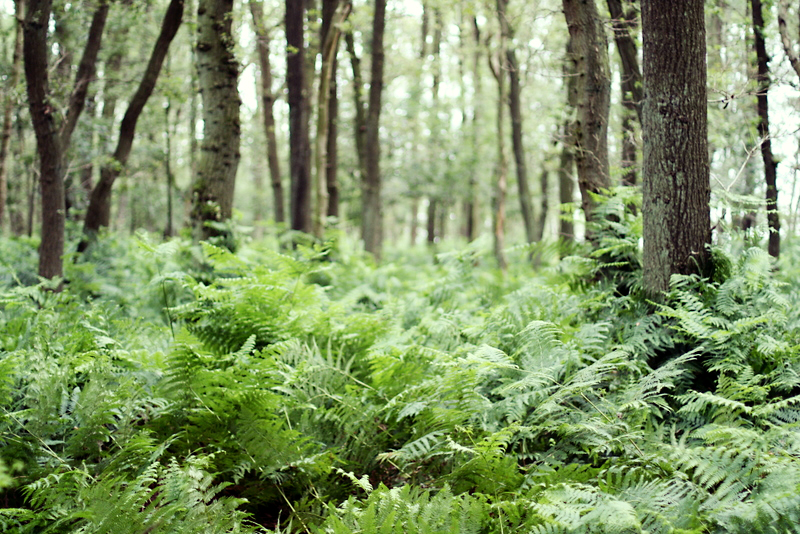
Varens in de bossen bij de Posbank

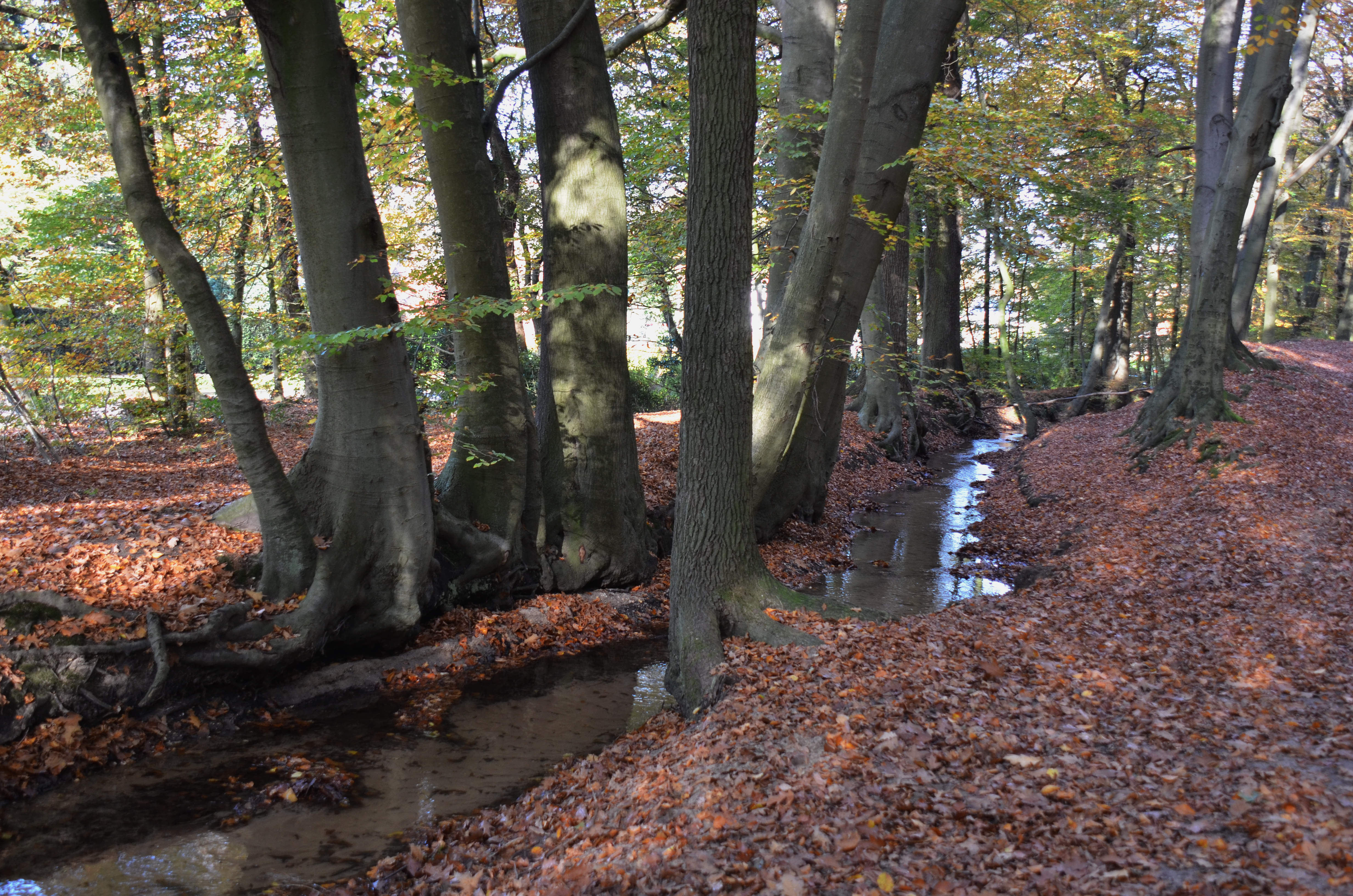
Oude beuken langs de Beekhuizense beek

De aanwezige flora is grotendeels bepaald door de bodem en het gevoerde beheer in het verleden. Op de heidevelden groeien struikheide, gewone dophei, gaspeldoorn en brem. In de oude bossen van 't Asselt en de Onzalige Bossen groeien veel adelaarsvarens onder zomereiken en berken. Op de arme zandgrond op de Imbosch is de bosbodem grotendeels bedekt met blauwe bosbes en vossenbes, terwijl onder de grove dennen van het Eerbeeksche veld en de Schaddevelden blauwe bosbes wordt afgewisseld met bochtige smele. In de bossen op de rijkere lössgronden in het zuiden en oosten van het park groeien beuken, eiken en uitheemse boomsoorten als fijnspar, lariks, douglasspar en tamme kastanje, waarbij de bomen soms hoogtes van meer dan 40 meter kunnen bereiken. Onder de hier veel voorkomende beukenbossen en beukenlanen is de bodem vaak geheel zonder begroeiing. In het dal van de Beekhuizense beek komen ten slotte bijzondere, kenmerkende planten zoals paarbladig goudveil voor.
Op de schraalste plekken van de Veluwe raakte het vegetatiedek gemakkelijk versleten en ontstonden hier en daar uitgestrekte zandverstuivingen met een heel eigen flora en (insecten-)fauna. Daarvan is in de Veluwezoom alleen het vrij kleine Rozendaalse Zand over. In 2009 werd hier 17 hectare bos gekapt om de wind opnieuw vrij spel te geven.
In het nationaal park leven grote zoogdieren als edelhert, damhert, ree en wild zwijn, en roofdieren zoals de vos, das, wolf, hermelijn en de zeldzame boommarter. De meeste vogelsoorten van bossen en heidevelden zijn goed vertegenwoordigd, waaronder (redelijk) zeldzame als de ijsvogel, boomvalk, wespendief, raaf, nachtzwaluw, roodborsttapuit, veldleeuwerik, groene specht, zwarte specht en in de winter de klapekster. Zes van de zeven in Nederland inheemse reptielensoorten komen voor in het park: adder, gladde slang, ringslang, hazelworm, zandhagedis en levendbarende hagedis.

## Beheer
Tot medio jaren tachtig werd het nationaal park op een traditionele, intensieve manier beheerd, waarbij houtproductie en jacht een belangrijke plaats innamen. Na die tijd is het natuurbeheer in het grootste deel van het nationaal park steeds meer op natuurlijke ontwikkeling gericht. Hier zijn de uitheemse boomsoorten grotendeels verwijderd en wordt nu een beheer van "niets doen" gevoerd, waarbij bomen en planten zich op natuurlijke wijze kunnen uitzaaien en dode en omgevallen bomen blijven liggen. Ook dode dieren blijven in het terrein achter, om op die manier in de voedselketen te worden opgenomen. Door dit beheer is het aantal soorten aaseters, paddenstoelen en andere organismen die leven van dode bomen of dode dieren duidelijk toegenomen. Daarnaast zijn in een steeds groter deel van het nationaal park grote grazers ingezet die door het vreten aan bomen en struiken voor variatie in de begroeiing en voor het open houden van delen van het gebied moeten zorgen. In het grootste, noordelijke deel zijn dit de Schotse hooglander, het edelhert, het damhert, het ree en het wild zwijn. Zij zijn ook te vinden op de voormalige landbouwgronden zoals bij Terlet, Groenendaal en de Carolinahoeve waar het agrarisch gebruik is beëindigd en ruige graslanden zijn ontstaan.
In het zuidelijke deel van het nationaal park wordt een intensiever beheer gevoerd. Op het Herikhuizerveld en het Beekhuizer veld zijn IJslandse pony's uitgezet. Ook de Rhedense schaapskudde is vaak op deze heidevelden te vinden. Waar nodig worden de heidevelden aanvullend op de grazers door middel van plaggen en het verwijderen van bomen als halfnatuurlijk landschap in stand gehouden.
Het meest intensieve beheer gebeurt op de landgoederen langs de zuidrand van het nationaal park. Dit omvat onder andere de landgoederen van Beekhuizen, Heuven en Rhederoord. De instandhouding van de cultuurhistorische waarden, zoals de aanwezige parkaanleg met lanen, zichtlijnen, waterpartijen en groepen bijzondere uitheemse bomen, neemt hier een belangrijke plaats in. Op de landbouwgronden die deel uitmaken van deze landgoederen wordt op ecologische wijze graan verbouwd en vee gehouden.
Door het park stromen op verschillende plaatsen ooit met de hand gegraven beken, de sprengen. Voorbeelden hiervan zijn de Beekhuizense beek, de Coldenhovense beek en de Loenense beek. Ze brachten, tot de komst van de stoommachine, watermolens in beweging. Een aantal in verval geraakte sprengen is in het nabije verleden hersteld.

## Recreatie en toerisme

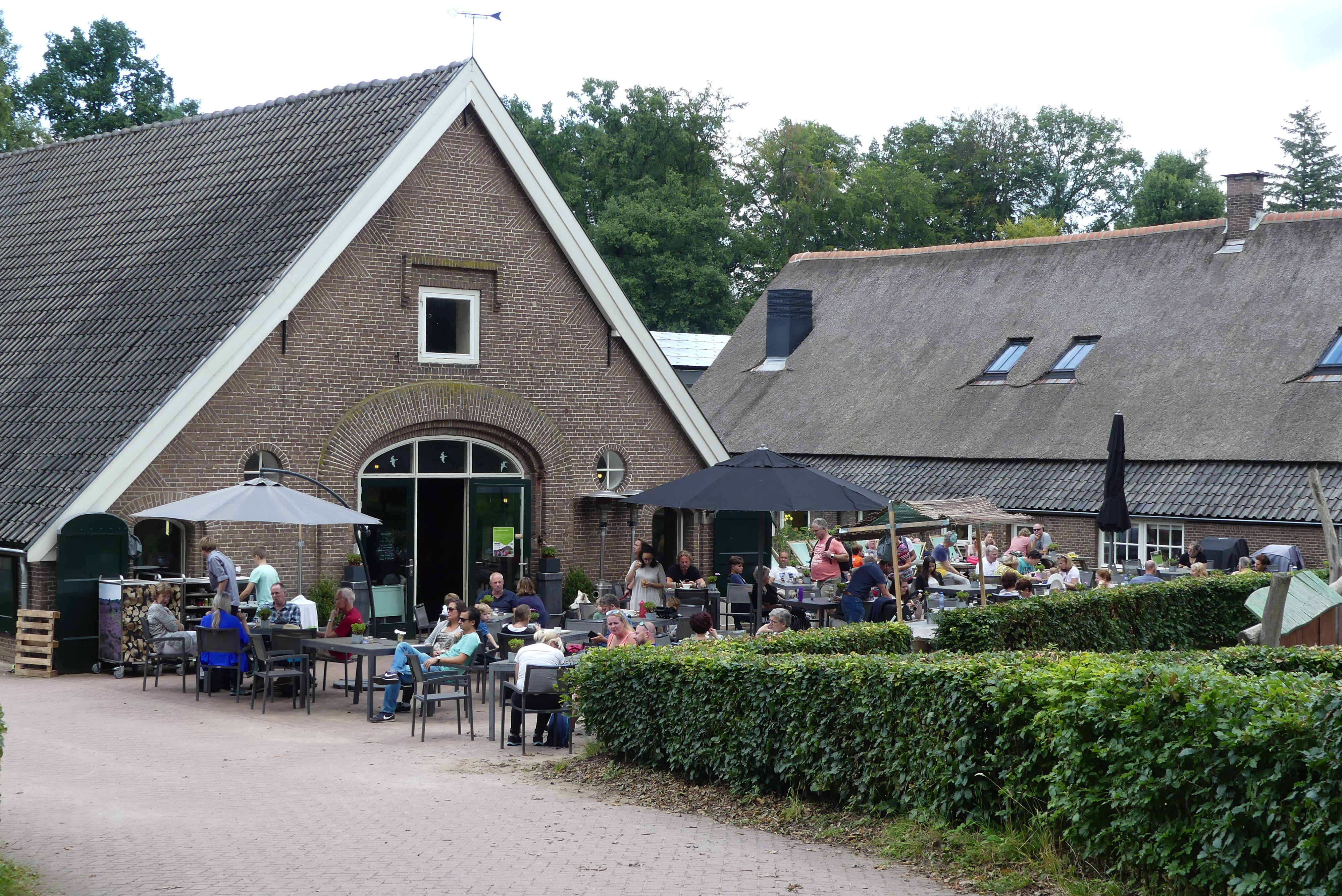
Bezoekerscentrum Veluwezoom, Rheden

Toen rond 1900 de waardering van natuur en landschap begon te groeien, trok de omgeving steeds meer toeristen die in het gebied kwamen wandelen. In het begin waren dat vooral welgestelde bewoners van de steden in het westen van het land, die vaak gedurende de zomer enkele maanden in pensions in de omliggende dorpen verbleven. In de loop van de 20e eeuw trok het gebied steeds meer mensen uit het hele land en uit brede lagen van de bevolking. De Posbank verwierf in deze tijd landelijke bekendheid als doel van veel dagtochten.
Het nationaal park leent zich door zijn uitgestrekte padennetwerk uitstekend voor wandelen, fietsen en paardrijden. Er zijn diverse wandel-, fiets- en ruiterroutes in het gebied uitgezet. Ook is er een rondlopende mountainbikeroute.
Aan de zuidelijke rand van het park, nabij het dorp Rheden, bevindt zich het bezoekerscentrum Veluwezoom, van waaruit verschillende routes het nationaal park inlopen, onder andere naar de vlakbijgelegen schaapskooi. Midden in het nationaal park zijn drie horecagelegenheden aanwezig: de restaurants Paviljoen de Posbank en de Carolinahoeve en het theehuis Koepel de Kaap.
Om wild te bekijken zijn er in het nationaal park twee uitkijkpunten gebouwd: één aan de rand van de voormalige landbouwenclave Herikhuizen, waar men zicht heeft op de ruïne van de voormalige boerderij Herikhuizen. Het is wandelend bereikbaar vanaf het bezoekerscentrum. De ander op de Elsberg, is gebouwd in een heuveltop vanwaar men een uitgestrekt zicht heeft over de Rheder- en Worthrhederheide en omliggende bossen. In de herfst komen hier veel mensen kijken naar de bronst van de edelherten.
Langs de paar wegen die door het park lopen, is een aantal grotere en kleinere parkeerplaatsen aanwezig, soms met voorzieningen zoals picknicktafels en speeltoestellen. Het nationaal park is bereikbaar met de trein (station Velp, Rheden of Dieren) en de streekbus.